# 4166 Pontryagin
4166 Pontryagin (1978 SZ6) là một tiểu hành tinh vành đai chính được phát hiện ngày 16 tháng 9 năm 1978 bởi L. V. Zhuravleva ở Nauchnyj.